# Stenopogon mediterraneus
Stenopogon mediterraneus là một loài ruồi trong họ Asilidae. Stenopogon mediterraneus được Lehr miêu tả năm 1963. Loài này phân bố ở vùng Cổ Bắc giới.